# Panoší Újezd
Panoší Újezd är en ort i Tjeckien.   Den ligger i regionen Mellersta Böhmen, i den västra delen av landet, 50 km väster om huvudstaden Prag. Panoší Újezd ligger 422 meter över havet och antalet invånare är 261.
Terrängen runt Panoší Újezd är varierad. Runt Panoší Újezd är det mycket glesbefolkat, med 6 invånare per kvadratkilometer. Närmaste större samhälle är Rakovník, 7,6 km norr om Panoší Újezd. Omgivningarna runt Panoší Újezd är en mosaik av jordbruksmark och naturlig växtlighet.